# Cserkészmódszer
A cserkészmódszer az a nevelési módszer, amelyet a cserkészet céljainak megvalósítására dolgoztak ki.
A Cserkész Világszövetség (WOSM) a cserkészetet a következőképpen határozza meg: „önkéntes, politikamentes ifjúságnevelő szervezet, amely nyitott mindenki számára származási, faji és vallási megkülönböztetés nélkül, az alapító által meghatározott célnak, alapelveknek és módszernek megfelelően”. A cserkészet célja „hozzájárulni a fiatalok fejlődéséhez fizikai, szellemi, társadalmi és lelki képességeik teljes kifejlesztésében mint egyének,  mint felelős állampolgárok és mint helyi, nemzeti és nemzetközi közösségeik tagjai”.

## A módszer elemei
A cserkészet alapelvei egy viselkedési mintát írnak elő minden tag számára, és meghatározzák a mozgalmat. A cserkészmódszer, melynek feladata ezen célok elérése, egy folyamatos rendszer, amely a következő elemekből áll:
- cserkésztörvény és cserkészfogadalom;
- cselekedve tanulás;
- kiscsoportos (őrsi) rendszer;
- folyamatos, változatos és ösztönző programok;
- szimbolikus keret (keretmese);
- személyes fejlődés, önnevelés;
- felnőtt támogatás;
- természeti környezet.[2]

Ezek az elemek természetesen más nevelési módszerekben is megtalálhatók; a cserkészmódszer egyediségét az adja, hogy ezek mindegyikét alkalmazó rendszert alkot. A WOSM alapszabálya négy, az MCSSZ alapszabálya öt pontban foglalja össze ugyanezeket az elemeket.
A cserkésztörvény és a fogadalom magukban foglalják a világszerte elterjedt cserkészmozgalom alapértékeit, és összekötik az összes cserkészszövetséget. A cselekedve tanulás (learning by doing), mint a tanulás és önbizalom-építés gyakorlati módszere tapasztalatokat és gyakorlati tájékozódást nyújt. A kiscsoportok az egységet, a bajtársiasságot és a szoros baráti légkört szolgálják. Ezek a tapasztalatok, valamint a megbízhatóságra és a személyes becsületre helyezett hangsúly fejlesztik a felelősséget, a jellemet, az önállóságot, az önbizalmat és a megbízhatóságot; ezek végül az együttműködési és vezetési készségeket is erősítik. A folyamatos, változatos és ösztönző programok kitágítják a cserkész látókörét, és erősítik a csoport összetartását. A különböző programok, játékok a különféle képességek (pl. kézügyesség) fejlesztésének élvezetes módját jelentik.  Mindezek a szabadban a természettel való kapcsolatot is építik. Jellemző még a cserkészetre a segítőkészségre való törekvés, ami a cserkésztörvények és a cserkészfogadalom szövegében is megnyilvánul; ennek egyik formája a napi jótett.

## Fogadalom és törvények
A cserkészet 1907-es születése óta a cserkészek világszerte fogadalmat tesznek arra, hogy életüket a cserkésztörvények szerint kívánják élni. A fogadalom és a törvények szövege országonként kissé eltérhet, de a legtöbb teljesíti a WOSM kritériumait, melyek a világszövetségi tagsághoz szükségesek.
A cserkészjelszót: Légy résen! (Be Prepared) 1907 óta különböző nyelveken cserkészek milliói használják.